# فينسينت أتينجا
فينسنت أتينغا (بالإنجليزية: Vincent Atingah) هو لاعب كرة قدم غاني، وُلد في 30 أكتوبر 1993 في أكرا، غانا. يشغل مركز قلب الدفاع، ويلعب حاليًا مع بيبياني جولد ستارز في الدوري الغاني الممتاز. لعب سابقًا لعدة أندية منها أكرا هارتس أوف أوك وتيرانا والقادسية الكويتي، كما شارك مع منتخب غانا لكرة القدم في عدة بطولات دولية.

## الإحصائيات المهنية

### الأندية
| النادي                  | الموسم        | الدوري                  | المباريات | الأهداف | الكأس | الأهداف | قاري | الأهداف | أخرى | الأهداف | المجموع | الأهداف |
| ----------------------- | ------------- | ----------------------- | --------- | ------- | ----- | ------- | ---- | ------- | ---- | ------- | ------- | ------- |
| كيب كوست إيبوسوا دوارفز | 2012–13       | الدوري الغاني الممتاز   | 28        | 0       | 0     | 0       | –    | –       | 0    | 0       | 28      | 0       |
| أكرا هارتس أوف أوك      | 2016          | الدوري الغاني الممتاز   | 12        | 0       | 0     | 0       | –    | –       | 0    | 0       | 12      | 0       |
| أكرا هارتس أوف أوك      | 2017          | الدوري الغاني الممتاز   | 27        | 5       | 0     | 0       | –    | –       | 0    | 0       | 27      | 5       |
| المجموع                 | المجموع       | المجموع                 | 39        | 5       | 0     | 0       | 0    | 0       | 0    | 0       | 39      | 5       |
| كي إف تيرانا            | 2018–19       | الدوري الألباني الممتاز | 0         | 0       | 0     | 0       | –    | –       | 0    | 0       | 0       | 0       |
| المجموع الكلي           | المجموع الكلي | المجموع الكلي           | 67        | 5       | 0     | 0       | 0    | 0       | 0    | 0       | 67      | 5       |

### المنتخب
| المنتخب | السنة | المباريات | الأهداف |
| ------- | ----- | --------- | ------- |
| غانا    | 2017  | 7         | 2       |
| غانا    | 2018  | 0         | 0       |
| المجموع |       | 7         | 2       |

### أهدافه الدولية
تُسجَّل أهداف غانا أولاً في النتيجة.
| رقم | التاريخ        | الملعب                                | الخصم   | النتيجة | النتيجة النهائية | البطولة                           |
| --- | -------------- | ------------------------------------- | ------- | ------- | ---------------- | --------------------------------- |
| 1   | 9 سبتمبر 2017  | ملعب كيب كوست الرياضي، كيب كوست، غانا | غامبيا  | 1–0     | 1–0              | بطولة كأس الأمم لغرب أفريقيا 2017 |
| 2   | 24 سبتمبر 2017 | ملعب كيب كوست الرياضي، كيب كوست، غانا | نيجيريا | 2–0     | 4–1              | بطولة كأس الأمم لغرب أفريقيا 2017 |